# Bernard Bouvard
Bernard Bouvard (* 18. Januar 1924 in Valay; † 21. Juli 2009 in ebenda) war ein französischer Radrennfahrer und nationaler Meister im Radsport.

## Sportliche Laufbahn
Bouvard war Spezialist für Steherrennen, bestritt aber auch andere Disziplinen im Radsport. 1949 wurde er Berufsfahrer im Radsportteam Carrara-Hutchinson. Ein erster bedeutender Erfolg gelang ihm mit dem Sieg im Grand Prix de l’UCI, der neben dem Sprintturnier auch einige Zeit für Steher ausgefahren wurde. 1954 gewann er diesen Grand Prix der Steher zeitgleich mit Georges Senfftleben. 
1949 wurde der Grand Prix als Omnium im Vélodrome d’Hiver ausgetragen, in dem Bouvard mit Roger Godeau als Partner gewann. Bei den Profis wurde er 1958 und 1959 jeweils vor Godeau französischer Meister der Steher.
Bouvard fuhr eine Reihe von Sechstagerennen. In Berlin wurde er 1950 Zweiter mit Henri Surbatis als Partner, in Saint-Étienne wurde er 1952 mit Godeau Zweiter und 1959 Zweiter in Buenos Aires mit Jacques Bellenger. 1961 beendete er seine Profikarriere.